# Bélier (machine de guerre)
Pour les articles homonymes, voir bélier (homonymie).
Le bélier ou boutoir est un engin de siège dont l’origine remonte à l’Antiquité et qui était utilisé pour enfoncer les murs des fortifications ou les portes.
Dans sa version la plus simple, le bélier est juste un gros arbre manœuvré par une personne et projeté avec force contre une structure , la quantité de mouvement emmagasinée par le bélier était suffisante pour endommager la cible si le tronc était assez massif et / ou était déplacé assez rapidement (c'est-à-dire avec suffisamment de vitesse).

## Histoire

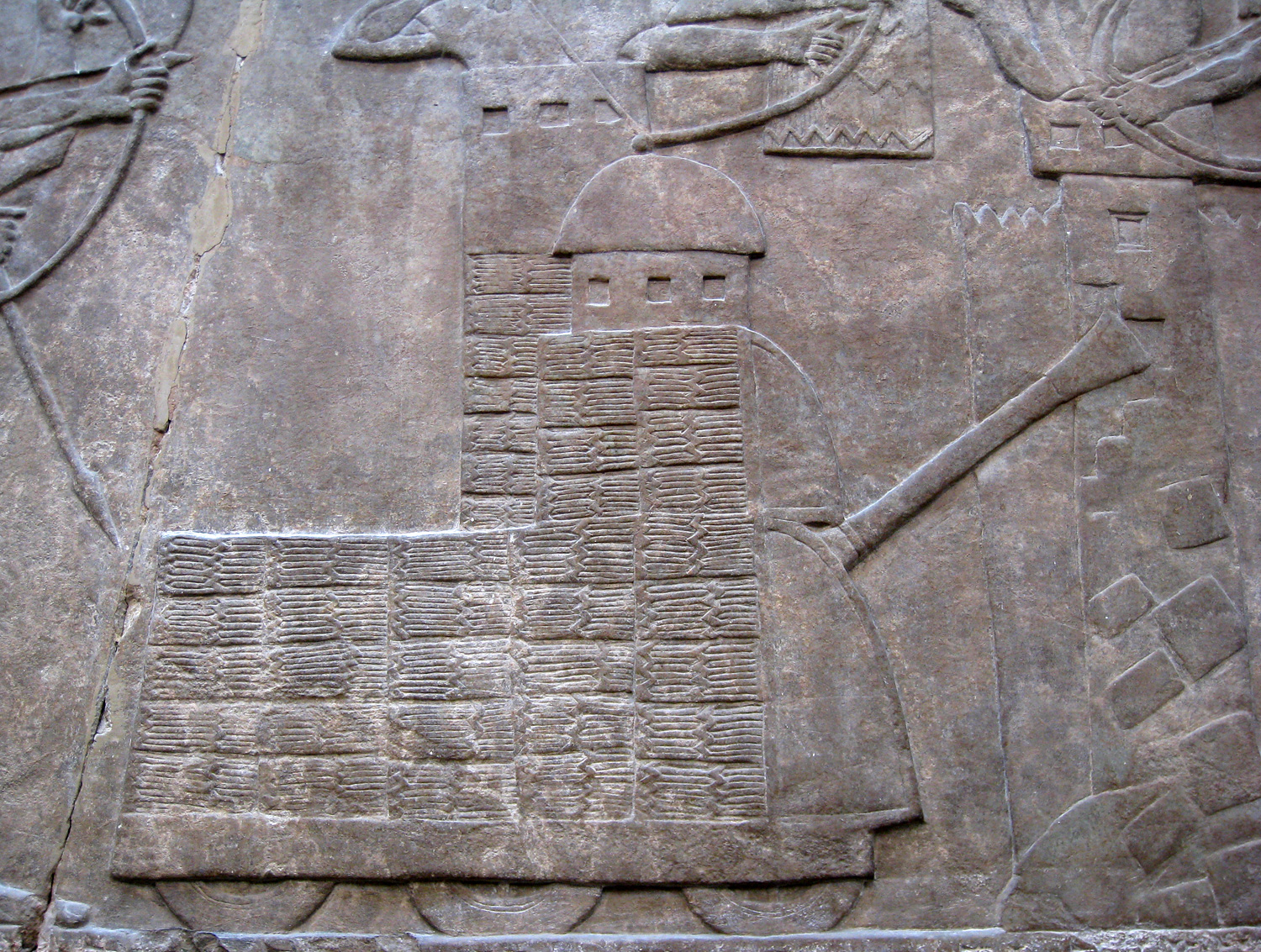
Bélier assyrien avec tourelle d'observation attaquant les murs effondrés d'une ville assiégée, tandis que les archers des deux côtés échangent des flèches. Palais Nord-Ouest à Nimroud, vers 865-860 av. J.-C. ; British Museum.

Le bélier était déjà utilisé dans l'Antiquité. Les archives de Mari (Mari (Syrie)), tablettes datant du IIe millénaire av. J.-C., indiquent que le bélier existait déjà à cette époque. Vitruve (Ier siècle av. J.-C.) en mentionne l’existence dans son traité d'architecture. Tertullien, né à la fin du Ier siècle ap. J.-C., en attribue très librement l'invention aux Carthaginois.
C'est une arme classique du Moyen Âge. Grâce au bélier, les lourdes portes des forteresses assiégées sont défoncées. Il sert également à ébranler des murs d'enceinte, soit peu épais, soit mal entretenus, et à y provoquer des brèches plus rapidement que par la sape.
Historiquement le bélier a été utilisé dans les circonstances suivantes : 
- La destruction de Jérusalem
- Les croisades
- La chute de Rome

L’utilisation des béliers a eu un effet important sur l'évolution de la conception des murailles et des fortifications.

## Conception

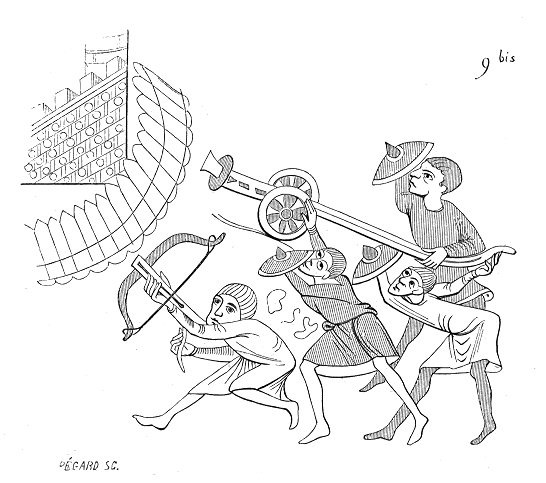
Bélier médiéval, Viollet-le-Duc

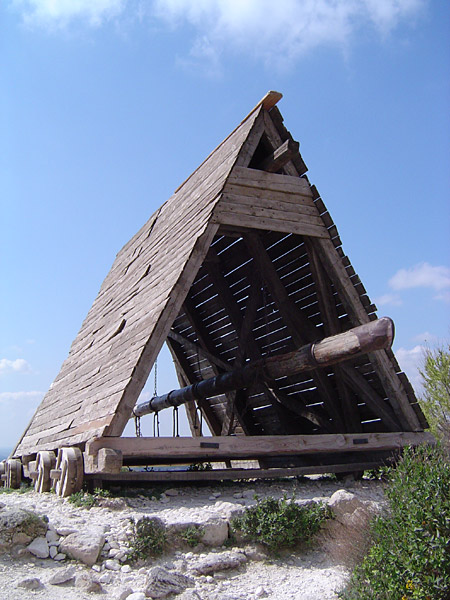
Réplique d’un bélier au château des Baux-de-Provence, en France.

Dans sa version la plus sophistiquée, le bélier était manœuvré à partir d'un châssis monté sur roues, actionné au moyen de cordes ou de chaînes comme un balancier qui va cogner contre la porte du château, de sorte qu'il pouvait être beaucoup plus lourd tout en restant facile à manœuvrer. Parfois, le point de percussion du bélier était renforcé par une tête en métal et les parties vulnérables du bélier consolidées par des cercles métalliques. 
Le bélier à tête est un bélier dont la tête porte un accessoire (généralement en fer ou en acier dont la forme est parfois celle d’une tête de bélier avec des cornes) pour infliger davantage de dommages à un bâtiment.
Beaucoup de béliers étaient protégés par un toit et des écrans latéraux couverts de matériaux peu inflammables, généralement des peaux fraîches et humides, provenant probablement d’animaux consommés par les assiégeants, afin de résister plus longtemps aux projectiles enflammés lancés par les défenseurs, ainsi que pour protéger les servants du bélier des tirs des archers ennemis en leur offrant comme refuge l’habitacle du bélier.
L'illustration du bélier assyrien montre à quel point les moyens d’attaques et de défense étaient devenus sophistiqués dès le IXe siècle av. J.-C. Les défenseurs tentent de mettre le feu au bélier avec des torches et également de glisser une chaîne sous le bélier. Les attaquants tentent de tirer sur la chaîne pour libérer le bélier, alors que les peaux humides susmentionnées permettaient de le protéger contre l'incendie.
Certains béliers n’étaient pas suspendus à des cordes ou à des chaînes, mais plutôt soutenus par des rouleaux. Cela permettait au bélier d’atteindre une plus grande vitesse avant de frapper la cible et donc d’être plus destructeur. Ce bélier, utilisée par Alexandre le Grand, est décrit par Vitruve dans ses œuvres.
Parmi les engins complémentaires du bélier citons la foreuse, la souris, le marteau d'armes et le grappin. Ceux-ci étaient plus petits qu’un bélier et pouvaient être utilisés dans des espaces plus restreints.

## Manipulation
Il fallait au minimum une dizaine de soldats pour le déplacer. Pour que le bélier puisse atteindre la base des fortifications il était indispensable de combler, au préalable, les douves ou les fossés. Les Romains l'utilisaient dans leur tactique de bataille.
Dans les châteaux forts, les défenseurs tentaient de contrecarrer l’action des béliers en jetant des obstacles devant lui, par exemple un grand sac de sciure de bois, juste avant qu'il ne frappe un mur, ou en utilisant des grappins pour immobiliser le tronc, en incendiant le bélier, ou en faisant une sortie pour attaquer directement le bélier. Un ouvrage d'art, une chicane ou un pont-levis permet également de protéger les issues.

## Usage moderne
Les béliers ont encore de nombreux usages différents à l’époque moderne. Les équipes de certaines forces de police (par exemple les SWAT) peuvent avoir recours à de petits béliers métalliques manœuvrés par deux hommes pour défoncer des portes verrouillées et pour donner l’assaut à un bâtiment. D'autres béliers modernes sont composés d’un cylindre dans lequel un piston est automatiquement mis à feu au moment de l'impact, ce qui renforce la puissance de l'impact de manière significative.

## Comptine
Il existe une légende populaire dans le Gloucester, selon laquelle la fameuse comptine enfantine, Humpty Dumpty, faisait référence à un bélier utilisé pendant le siège de Gloucester en 1643, au cours de la Première Révolution anglaise. Cependant, l'histoire est probablement fausse, pendant le siège qui a duré un mois seulement, aucun bélier n’a été utilisé, mais on s’est servi de nombreux canons. L'idée semble trouver son origine dans un canular du professeur d'histoire David Daube auteur d'un texte écrit pour The Oxford Magazine (en) en 1956, qui a eu beaucoup de succès malgré d’évidentes invraisemblances (par exemple, la planification de la traversée de la Severn en faisant descendre le bélier à grande vitesse d’une colline, même si la largeur de la rivière est d’environ 30 m (100 pieds) à cet endroit).

## Galerie

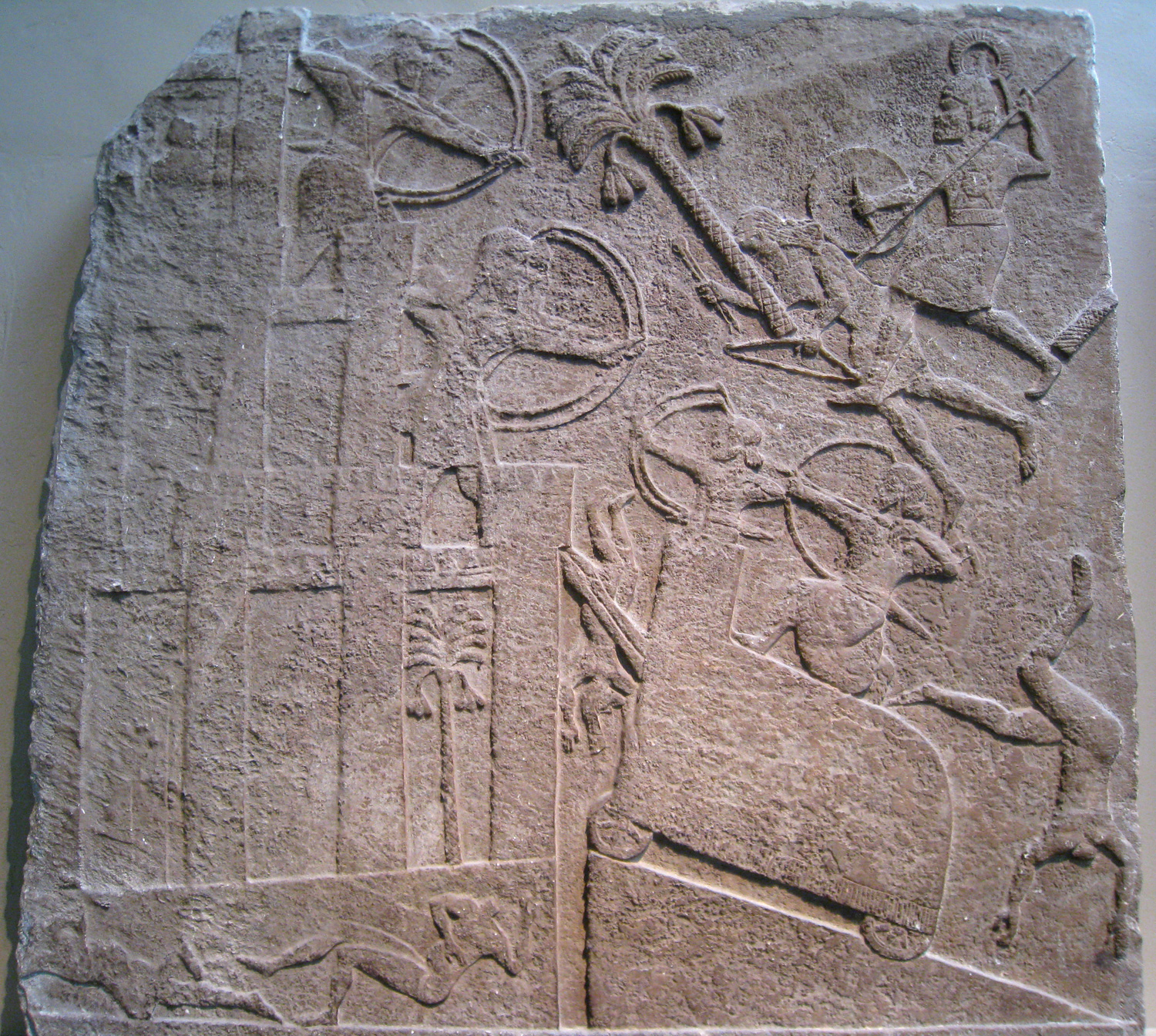
Bas relief Assyrien
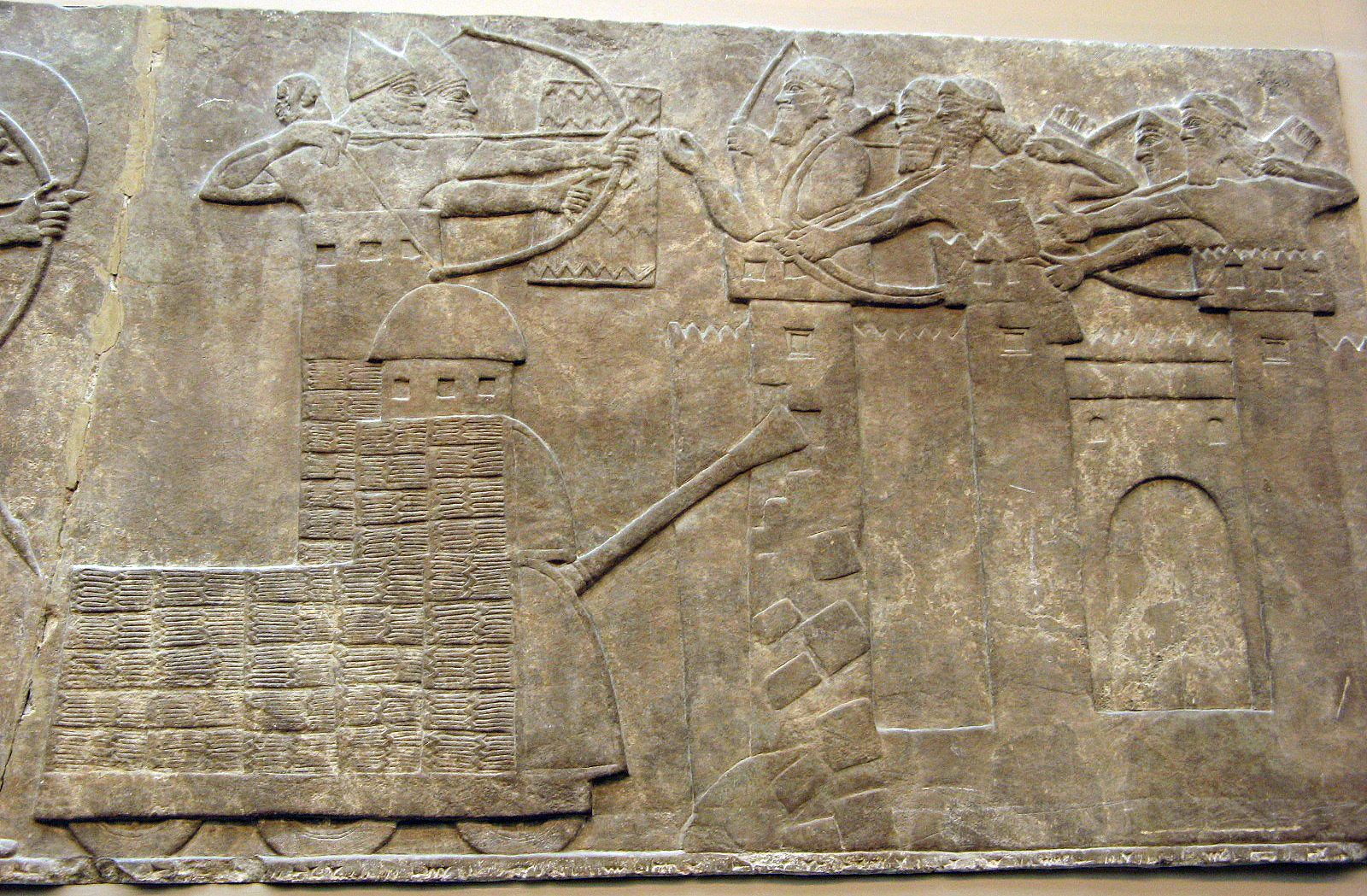
Bas relief Assyrien
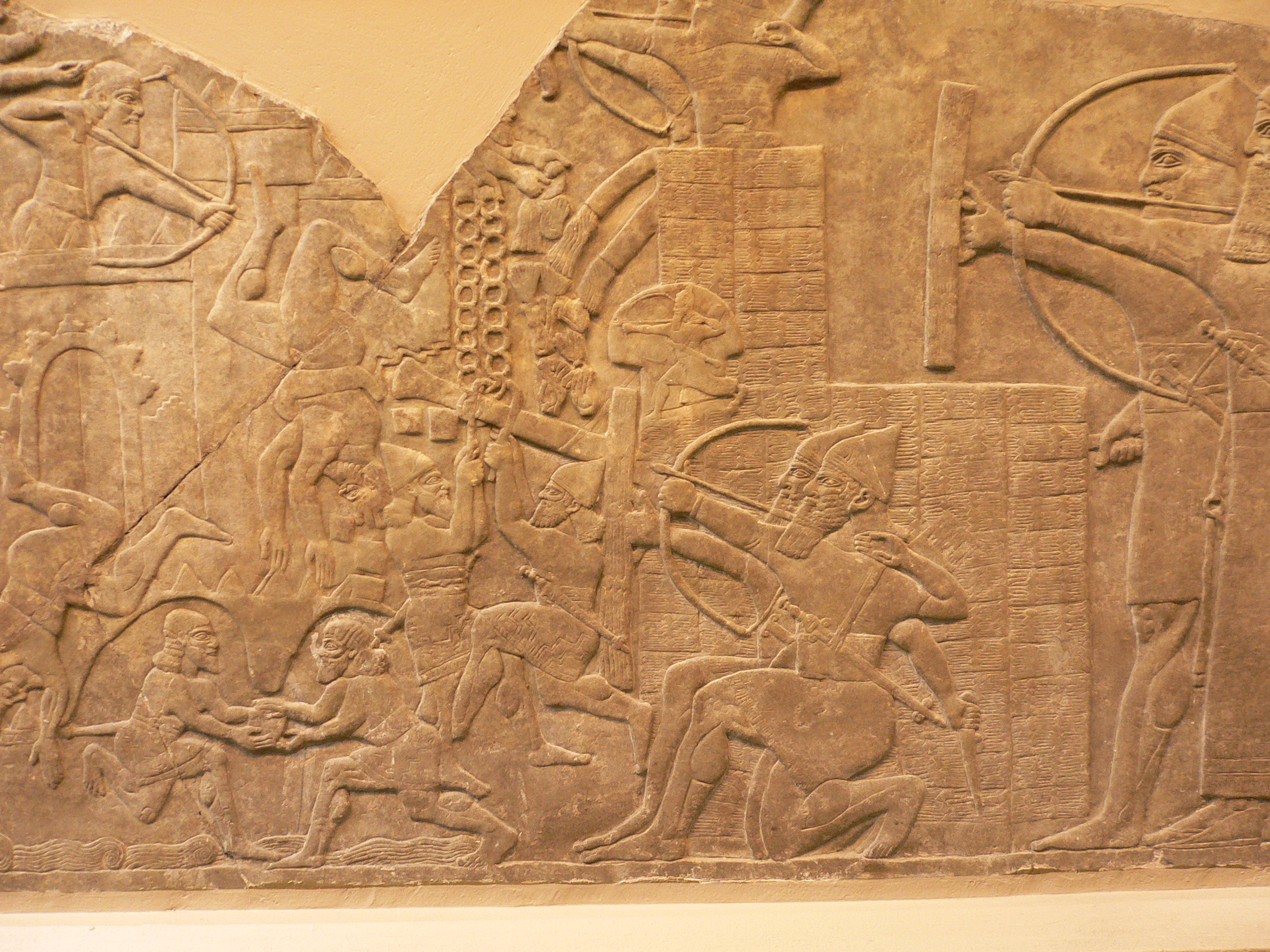
Bas relief Assyrien
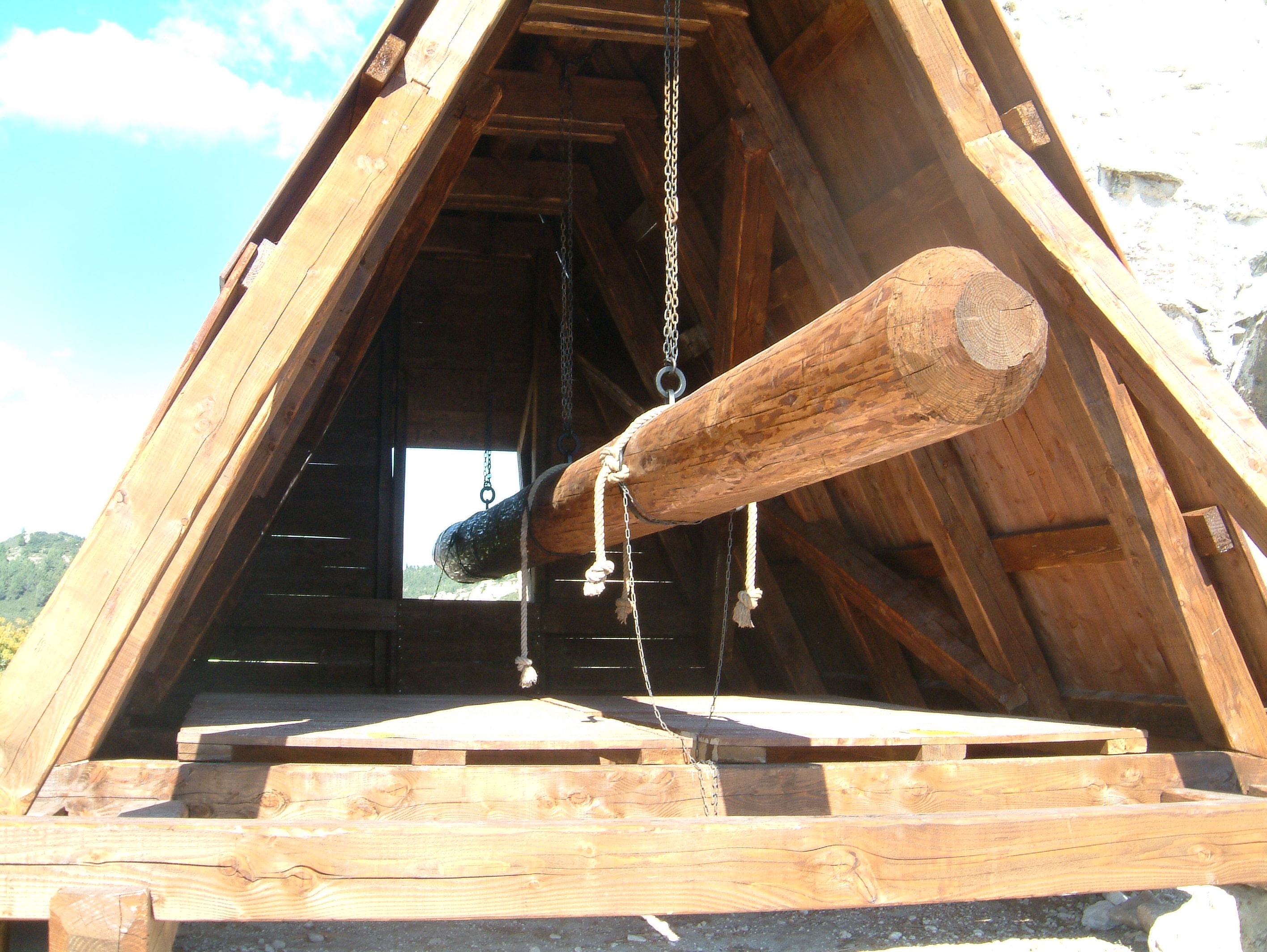
Reconstitution Château des Baux
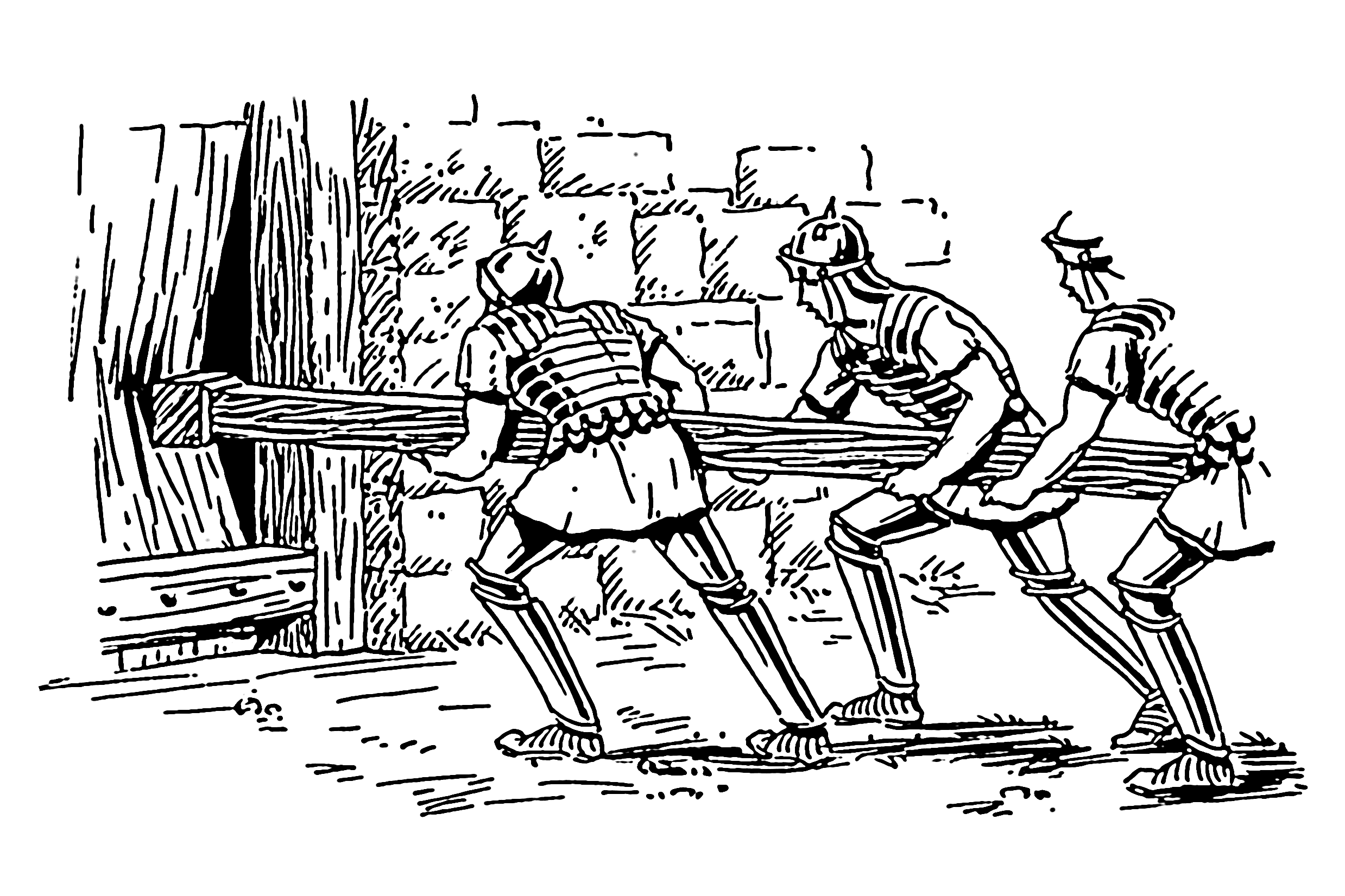
Bélier romain
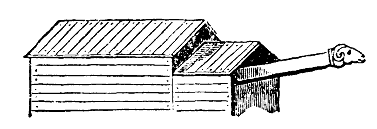
Bélier viking
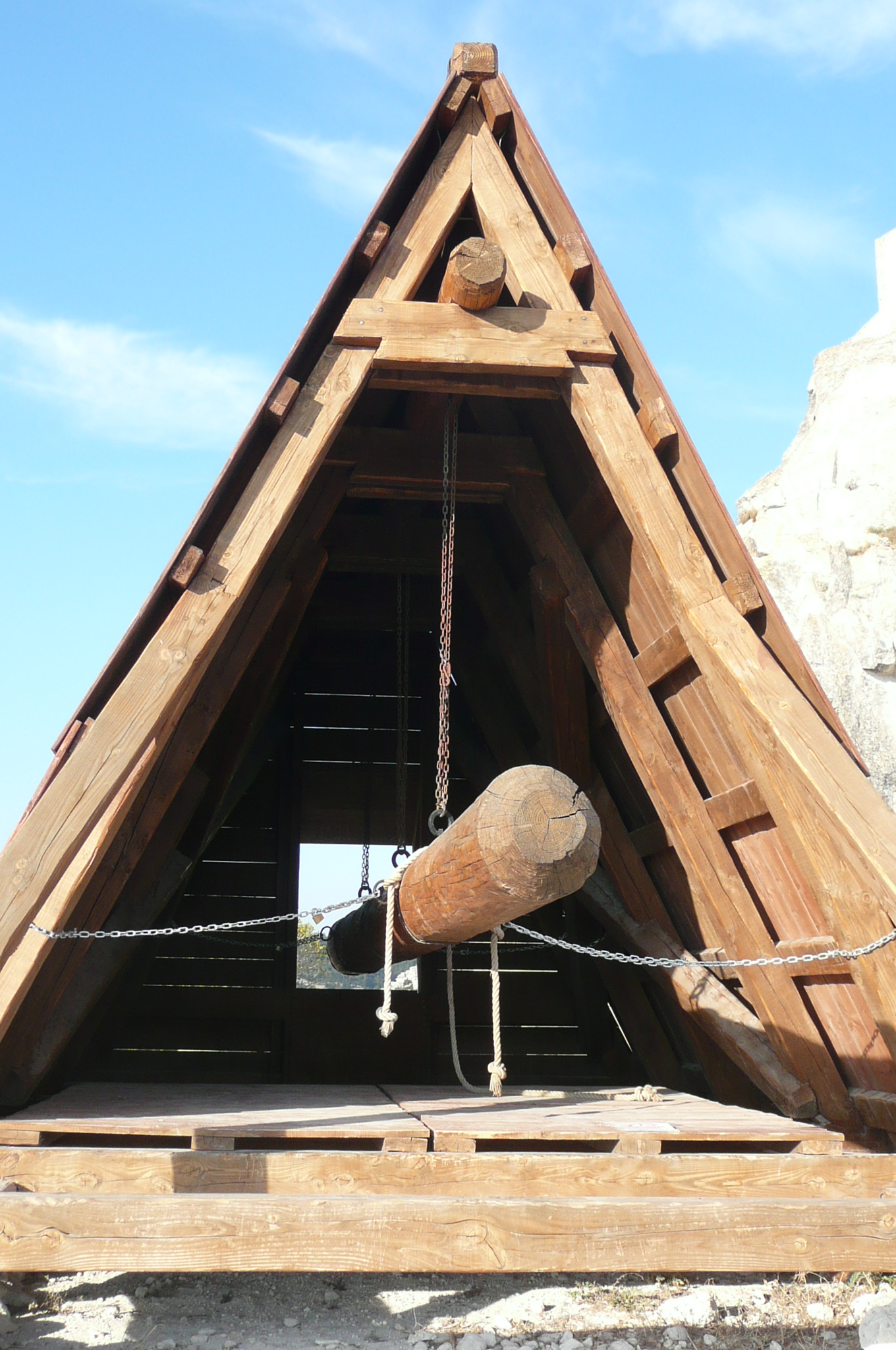
Reconstitution Château des Baux